# 帕哈羅 (加利福尼亞州)
帕哈羅（英語：Pajaro）是位於美國加利福尼亞州蒙特雷縣的一個人口普查指定地區。

## 地理
帕哈羅的座標為36°54′15″N 121°44′55″W / 36.90417°N 121.74861°W，而該地最高點為海拔高度8米（即26英尺）。

## 人口
根據2010年美國人口普查的數據，帕哈羅的面積為2.401平方千米，均為陸地。當地共有人口3070人，而人口密度為每平方千米1,278人。